# Baskemölla
Baskemölla is een plaats in de gemeente Simrishamn in Skåne, de zuidelijkste provincie van Zweden. Het heeft een inwoneraantal van 238 (2005) en een oppervlakte van 36 hectare. De plaats wordt voor het eerst genoemd in 1525 in een Deens boek.